# St. Martin (Lugnez)
St. Martin (von den rätoromanischsprachigen Nachbarn Sogn Martin [ˌsɔɲmɐʁˈtin]ⓘ genannt) ist seit dem 1. Januar 2015 eine Fraktion der Gemeinde Vals im Schweizer Kanton Graubünden. Bis am 31. Dezember 2014 bildete St. Martin eine eigene politische Gemeinde.

## Geographie

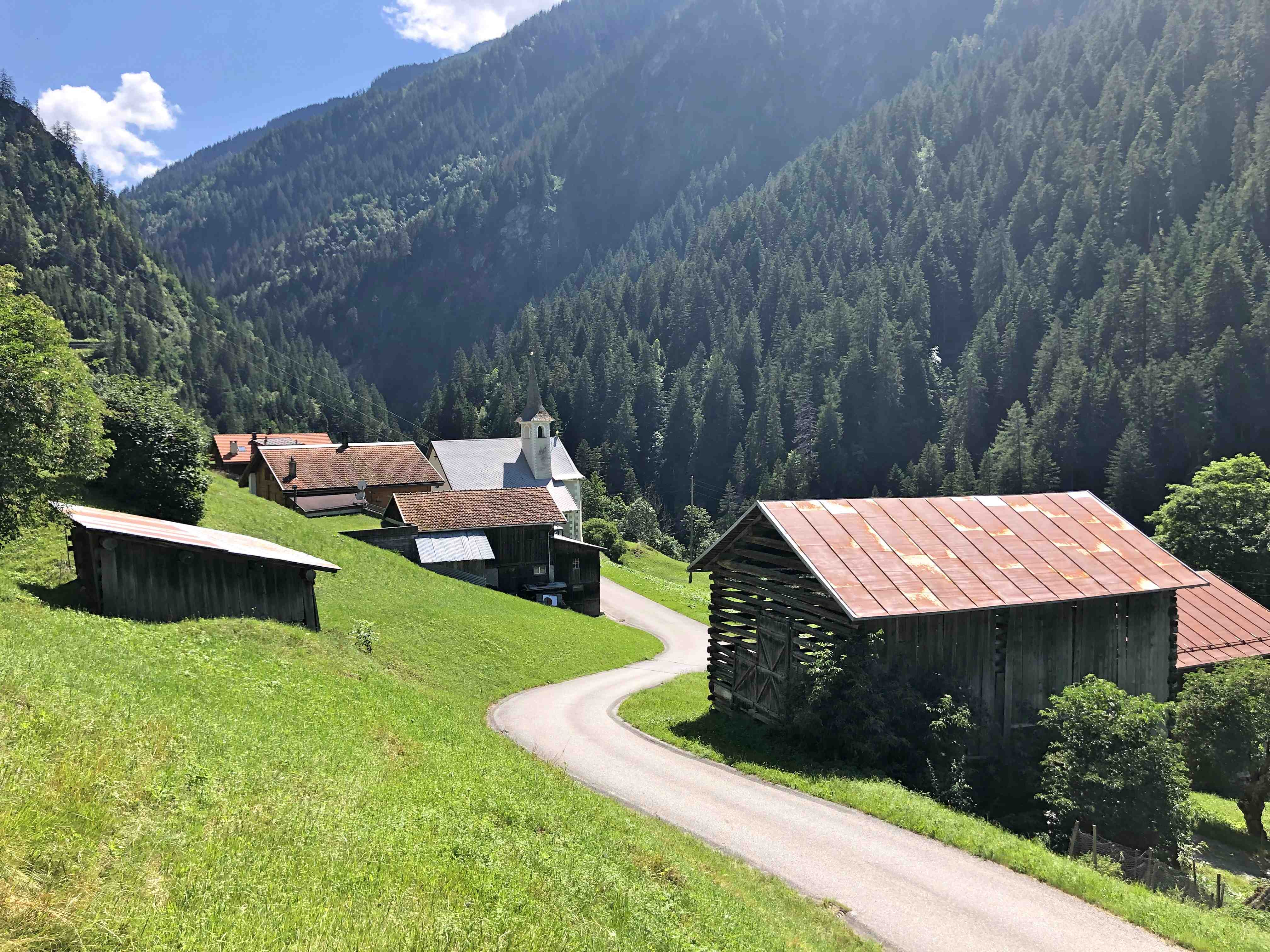
Blick auf St. Martin

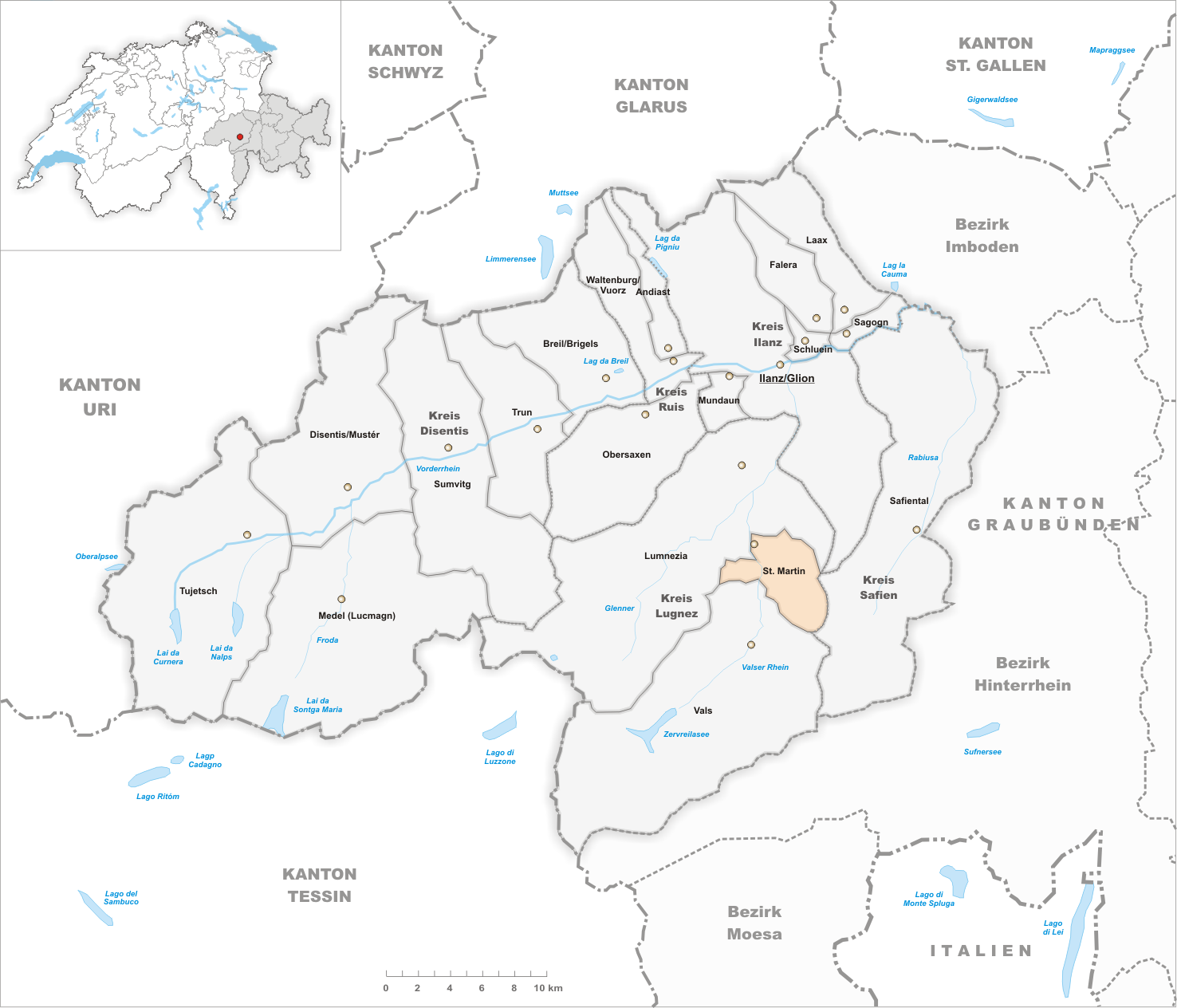
Gemeindestand vor der Fusion am 1. Januar 2015

Die kleine Dorfsiedlung liegt in einer engwandigen Schlucht im Valser Tal. Die ehemals selbstständige Gemeinde bestand aus zahlreichen Streusiedlungen, von denen viele mittlerweile unbewohnt sind. Einzelne Höfe sind nur auf engen, steilen Bergstrassen oder zu Fuss erreichbar. Die nördlichste Hofstatt beim sich stark verengenden schiefrigen Taleinschnitt des Valser Rheins ist Sankt Martin (1003 m ü. M.). Weiter südlich liegen Gadenstatt zur linken und Lunschania (1083 m) auf der rechten Seite des Valser Rheins, beide über die Talstrasse Ilanz–Vals leicht erreichbar. Die Poststelle befand sich in Lunschania. Hoch oben auf aussichtsreicher Lage und auf steilen Bergstrassen oder Wanderwegen erreichbar – liegen die heute noch bewirtschafteten Höfe von Mont (1469 m), Mariaga (1601 m) und Travisasch (1689 m). Der südlichste Weiler Bucarischuna (1167 m) ist am Talgrund an der Hauptstrasse gelegen, am Aufgang zum Alpgebiet der Alp Rischuna und der Alp Grava. Die Gebirgskette östlich davon führt zum Safiental. Die höchsten Gipfel dieser Kette sind der Piz Tomül (Weissensteinhorn) (2946 m), der Crap Grisch (Planggenhorn) (2861 m) und das Tällihorn (2856 m).
Vom gesamten ehemaligen Gemeindegebiet von fast 23 km² waren 846 ha Gebirge und 746 ha von Wald und Gehölz bedeckt. Landwirtschaftlich genutzt wurden 665 ha, allerdings beinahe ausschliesslich als Maiensäss oder in Form der alpinen Milch- und Alpwirtschaft. Die restlichen sechs Hektaren der ehemaligen Gemeinde bildeten Siedlungsfläche. Die Fusion mit der touristisch orientierten Nachbargemeinde Vals und Verbindungen mit den benachbarten Lugnezer Fraktionen sowie der Ausbau der Tal- und Höhenstrassen zu den einzelnen Hofstätten brachten den Bewohnern eine strukturelle Anpassung und eine Stabilisierung. Die Schule befindet sich in Vals.

## Geschichte
Ab dem 14. Jahrhundert wurde St. Martin besiedelt; meistens waren es Walser, die hier rodeten. Vorerst unterstand St. Martin als bischöfliches Lehen den Herren von Tersnaus und von Mont. 1457 wurde den Deutschsprachigen der Landkauf und die Heirat im benachbarten Tersnaus verboten. Die 1345 erwähnte Kirche St. Martin war eine Filiale von St. Vinzenz in Pleif (Vella), bevor sie nach 1528 Tersnaus zugeschlagen wurde. Ab 1776 besass St. Martin einen eigenen deutschsprachigen Benefiziat.
1671 bildeten die Höfe von St. Martin eine Nachbarschaft. 1878 wurde St. Martin politisch selbstständig. Die ausschliesslich auf Land- und Alpwirtschaft ausgerichtete Gemeinde sah sich mit einer hohen Abwanderung konfrontiert. Der Ausbau der leer stehenden Liegenschaften zu Zweitwohnungen und Ferienhäusern brachte kurzzeitig eine Stabilisierung. Sie wurde 1972–73 als letzte Gemeinde der Schweiz elektrifiziert. Die ehemalige Gemeinde fusionierte wegen wirtschaftlichen und strukturellen Gründen 2015 mit der Nachbargemeinde Vals. Die Kleingemeinde hatte trotz Einnahmen von Wasserzinsen und Beiträgen von Patenschaftsgemeinden einen hohen Bevölkerungsrückgang und Infrastrukturprobleme, die sie häufig nicht allein und nur in Einklang mit benachbarten Gemeinden lösen konnte, was zu einer Fusionslösung führte.

## Wappen
| Wappen von St. Martin | Blasonierung: «In Blau, ein Heiliger im silbernen, golden verzierten bischöflichem Ornat, flankiert und unterhalb begleitet von sieben sechsstrahligen goldenen Sternen»                               |
| Wappen von St. Martin | Der Heilige im Wappen stellt Martin von Tours dar, der für den Namen der Gemeinde steht, während sich die sieben Sterne auf die sieben Höfe beziehen, aus denen die ehemalige Gemeinde entstanden ist. |

## Bevölkerung
| Bevölkerungsentwicklung | Bevölkerungsentwicklung | Bevölkerungsentwicklung | Bevölkerungsentwicklung | Bevölkerungsentwicklung | Bevölkerungsentwicklung | Bevölkerungsentwicklung | Bevölkerungsentwicklung | Bevölkerungsentwicklung |
| ----------------------- | ----------------------- | ----------------------- | ----------------------- | ----------------------- | ----------------------- | ----------------------- | ----------------------- | ----------------------- |
| Jahr                    | 1800                    | 1880                    | 1900                    | 1941                    | 1950                    | 2000                    | 2004                    | 2013                    |
| Einwohner               | 139                     | 150                     | 99                      | 83                      | 112                     | 36                      | 38                      | 35                      |

Sankt Martin, Luftbild von Werner Friedli (1957)

Alle 38 Gemeindebewohner besassen Ende 2004 die Schweizer Staatsangehörigkeit. Sie gehörten grösstenteils der deutschsprachigen Volksgruppe der Walser an, Vereinzelte sind zweisprachig oder beherrschen das rätoromanische Idiom Sursilvan. Die ehemalige Gemeinde gehört heute kulturgeographisch und politisch zur südlich angrenzenden Walsersiedlung Vals.

## Sehenswürdigkeiten
- Kirche Sankt Martin (14./17. Jh.) mit Malereien von Hans Ardüser